# Bistum Sherborne
Das Bistum Sherborne (lat.: Dioecesis Scireburnensis) war eine im heutigen Vereinigten Königreich gelegene römisch-katholische Diözese mit Sitz in Sherborne.

## Geschichte
Das Bistum Sherborne wurde im Jahre 705 aus Gebietsabtretungen der Diözesen Winchester und Leicester errichtet. Erster Bischof wurde Aldhelm. Es umfasste große Teile des südwestlichen Englands. Im Jahre 909 gab das Bistum Teile seines Territoriums zur Gründung des Bistums Wells sowie zur Gründung des Bistums Crediton ab.
Im Jahre 1058 wurde das Bistum Sherborne mit dem Bistum Ramsbury zusammengelegt. Daraus entstand das Bistum Salisbury.
Das Bistum Sherborne war dem Erzbistum Canterbury als Suffraganbistum unterstellt.

## Bischöfe
- Heahmund, Kriegerbischof, gestorben 871 in der Schlacht von Meretun gegen dänische Wikinger.